# Bull Run-i csata (1861)
Az első Bull Run-i csatát 1861. július 21-én vívták a virginiai Manassas városának a közelében. Az összecsapás elnevezésének kettőssége abból adódik, hogy a konföderációs államok a legközelebbi település utáni elnevezést preferálták, míg az Unió rendszerint a legközelebbi folyó nevére hivatkozva emlegette a csatateret. Ez volt az első jelentősebb szárazföldi ütközet az amerikai polgárháború során. Irvin McDowell nagyszabású tervet dolgozott ki, hogy meglepetésszerűen átkarolja a konföderációs csapatok balszárnyát, azonban a Joseph E. Johnston dandártábornok vezetése alatt a Shenandoah-völgyből vasúton érkező déli erősítések megfordították a csata menetét, mely a déliek győzelmével ért véget.

## Előzmények

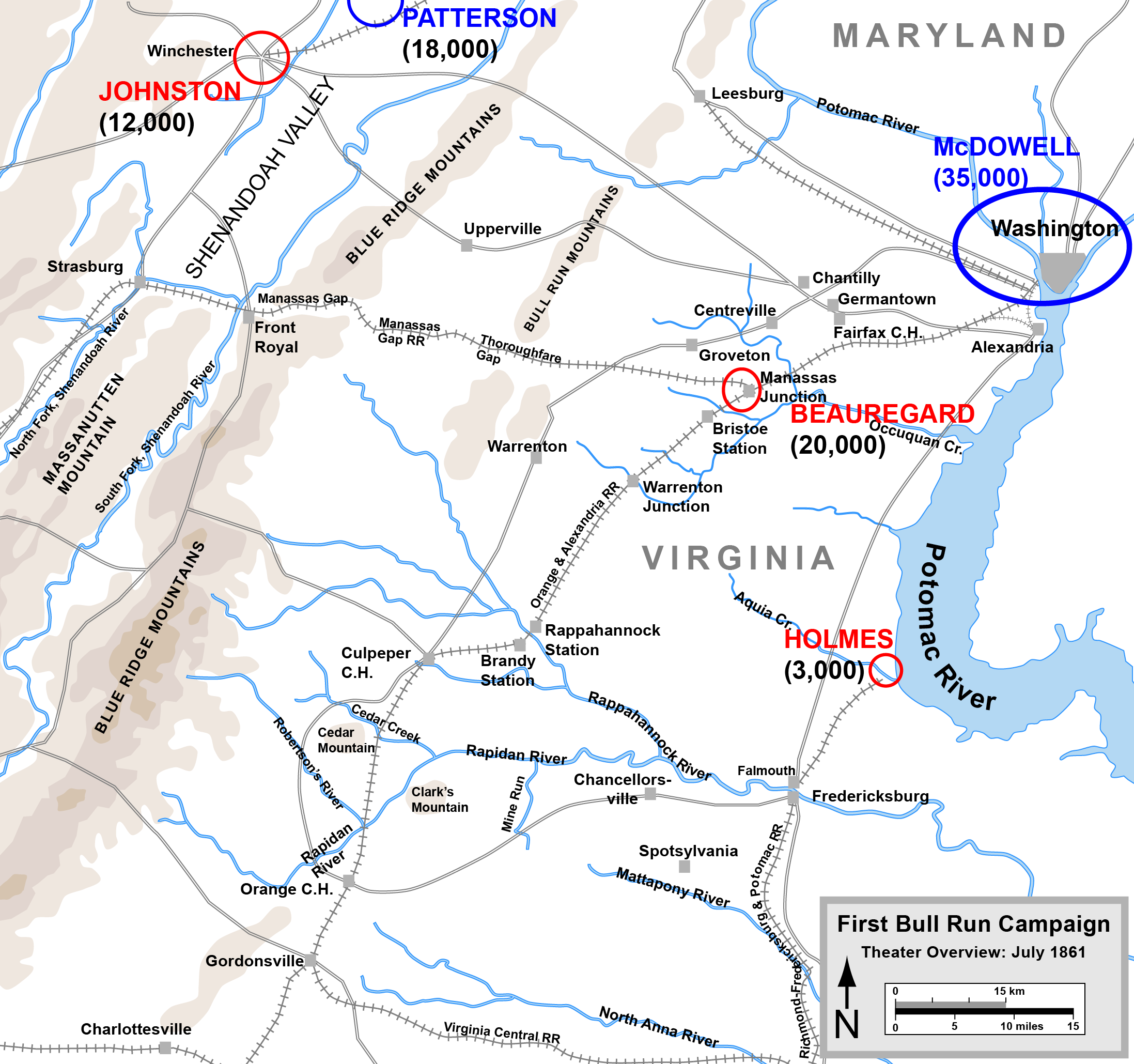
Az észak-virginiai hadszíntér 1861 júliusában

Néhány hónappal azután, hogy a háború elkezdődött a Sumter-erőd ostromával, az északi közvélemény a sajtó hangulatkeltése mellett követelte, hogy az uniós seregek vonuljanak a Konföderációs főváros Richmond ellen, melynek elfoglalása reményeik szerint a háború korai végét jelentette volna. Az uniós hadsereg főparancsnoka, Irvin McDowell dandártábornok azonban aggódott a még újonc, kipróbálatlan hadserege miatt. Aggályait Lincoln elnök azzal szerelte le, hogy az ellenfél is hasonlóan tapasztalatlan. McDowell – engedve a politikai nyomásnak – az Északkelet-Virginiai-hadsereg élén a Bull Run folyón átkelve felvonult a manassasi útkereszteződés közelében állomásozó P. G. T. Beauregard dandártábornok által vezetett konföderációs Észak-Virginiai-hadsereg ellen.
McDowell 1861. július 16-án megindult a Washington alatt összevont 35 000 fős hadseregének zömével, mintegy 28 000 katonával. Ez a hadsereg az addigi legnagyobb, ami összeállt az észak-amerikai kontinensen. A konföderációs sereg mintegy 22 000 katonája P. G. T. Beauregard dandártábornok parancsnoksága alatt a manassasi útkereszteződés közelében táborozott, mindössze 40 km-re az uniós fővárostól. Mindkét hadsereg tapasztalatlan, meghatározott ideig szolgáló önkéntesekből állt.

## A csata

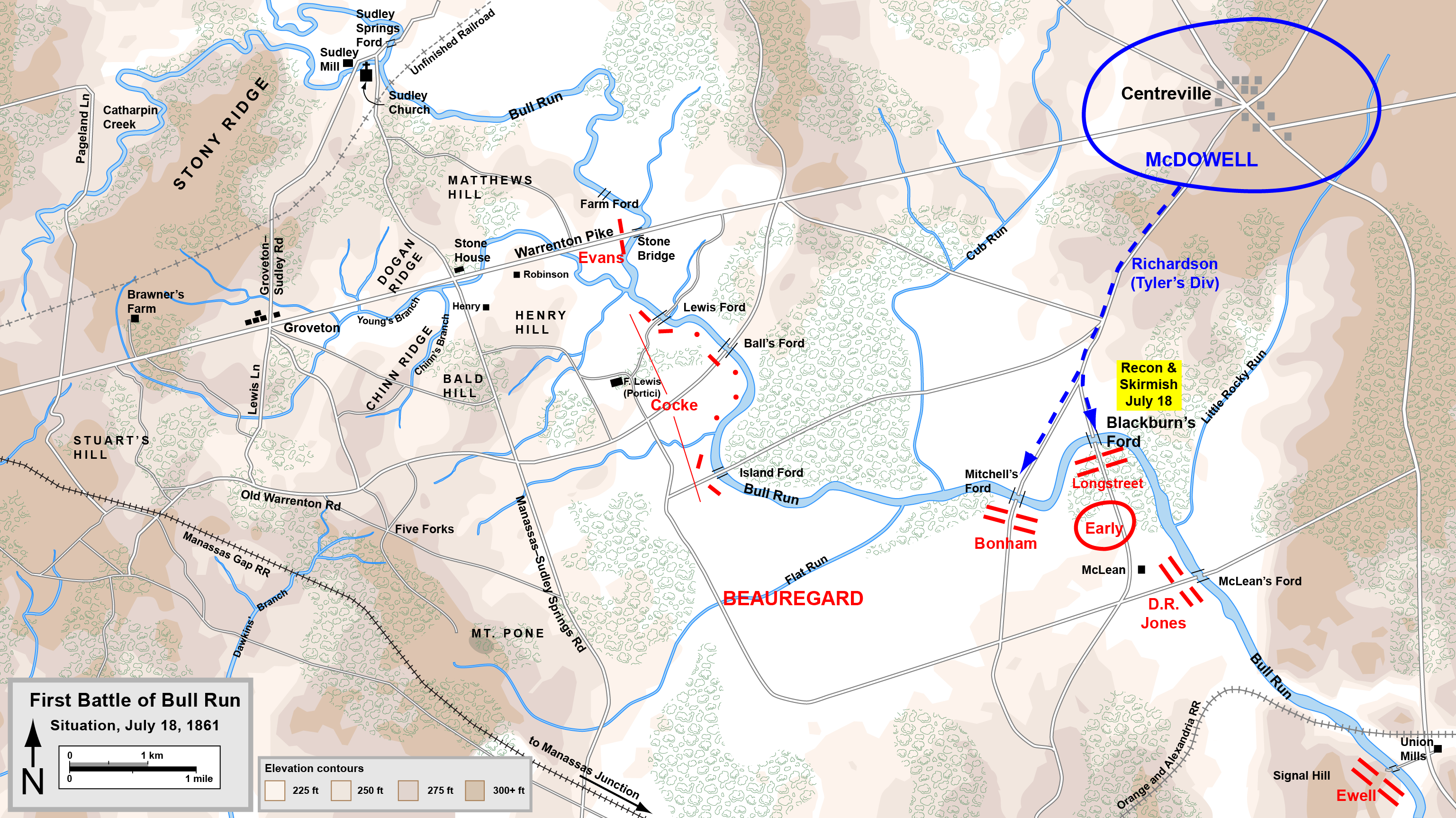
Az első összecsapás a Bull Run mentén július 18-án

McDowell terve az volt, hogy elterelő támadást hajt végre a Bull Run folyónál a konföderációs vonalak ellen, serege másik részével a konföderációs jobbszárnyat délről megkerülve fenyegeti a lázadó sereg hátában a vasútvonalat Richmond felé. Ha a konföderációs hadsereget sikerül a manassasi útkereszteződéstől visszavonulásra kényszeríteni egészen a Rappahannock-folyóig, akkor az enyhítette volna az uniós fővárosra nehezedő nyomást. McDowell tervében az is szerepelt, hogy amíg ő Bull Runnál támad, addig tőle nyugatra Robert Patterson vezérőrnagy 18 000 emberével lefoglalja Johnston 12 000 fős, a Shenandoah völgyben álló hadseregét és megakadályozza, hogy erősítést küldhessen Beauregardnak.
McDowell kétnapi, a tikkasztó hőségben végrehajtott menetelés után pihenőt tartott Centreville-nél, ahol, hátrahagyta Theodore Runyon dandártábornok 5000 emberét, hogy fedezze a hadsereg hátát. Majd július 18-án Daniel Tyler dandártábornok hadosztályát vezényelte előre, hogy derítse fel a Bull Run mentén széthúzott konföderációs hadállást. Tyler csatározásba kezdett a Blackburn's gázlónál, de a Bull Run keleti oldalán erős konföderációs állásokba ütközött. McDowell eldöntötte, hogy északról megkerüli a konföderációs erőket, és lecsap a balszárnyukra. Azt tervezte, hogy Tyler hadosztályával a Bull Run felett átívelő kőhídnál támad, míg David Hunter és  Samuel P. Heintzelman dandártábornok két hadosztályával a Sudley Springs gázlón át a konföderációsok hátába kerül. Ezalatt a Blackburn's gázlónál hátrahagyott Israel B. Richardson ezredes dandárjának (Tyler hadosztályából) kellett lekötnie az ellenség figyelmét. McDowell számításába azonban több hiba is csúszott. Egyrészt a tapasztalatlan alárendeltjeivel, és azok csapataival nem tudta kellő mértékben összehangolni a hadmozdulatokat, másrészt a Shenandoah-völgyben Patterson nem tudta lekötni Johnston erőit, így azok vasúton megérkezhettek a csata helyszínére.
Július 19-én és 20-án Johnston beérkező csapatai a Edmund Kirby Smith dandártábornok még szállítás alatt álló dandárjának kivételével elfoglalták állásaikat a korábban az uniósok által támadott Blackburn's gázló környékén. Beauregard, Johnston egyetértésével támadást tervezett észak felé, Centreville irányába. Az uniós hírszerző szolgálat csődje, hogy egymásnak ellentmondó információkat szolgáltatott annak ellenére, hogy már igénybe vehették az Enterprise nevű megfigyelő-ballon segítségét.

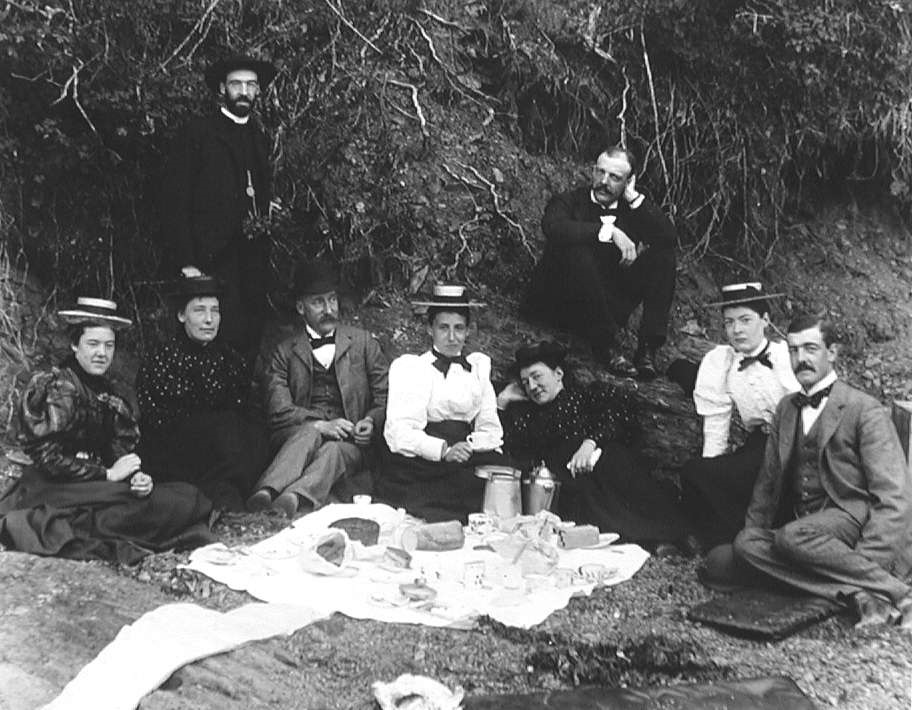
Egykorú fotó a Bull Run mellett piknikező washingtoni polgárokról

A maga nemében komikusnak nevezhető a csata azon eseménye, amikor északi civilek is pánikszerűen menekültek el a csatatérről. Minthogy Washington közel volt, a könnyelmű uniós parancsnokok szabályosan azzal hencegtek a tisztviselők és gazdag üzletemberek előtt, hogy könnyű lesz a déli lázadókat leverni. Az elit így gondolt egyet és minden elővigyázatosság nélkül kilátogatott Bull Runra, s a csatatértől alig néhány kilométerre rendeztek pikniket. Egyesek katonaruhában jöttek el, nagyon sokan elhozták a családjaikat, fényképészek és árusok is jelen voltak a csatatéren. Fegyvereik nem voltak és a védelmükre sem rendeltek ki egyetlen katonát sem. Még maga McDowell tábornok is inkább köztük töltötte az idejét és közvetlenül nem vezényelte az ütközetet. A nézők eleinte láthatták a kezdeti hadmozdulatokat, ám a harc fokozódásával már sűrű füst takarta el a mezőt, így sokáig nem értesültek arról, hogy a déli hadsereg visszaszorítja az északiakat. Amikor az északi csapatok menekülőre fogták, szintén megérkezett a hír McDowellhez, hogy a déliek előretörnek és a piknikezők felé tartanak. Egyszerre hatalmas pánik uralkodott el mindenkin, a legtöbben eldobálták személyes vagyontárgyaikat, a piknikező felszerelést, számos gyerek elkeveredett a szüleitől. Akiknek kocsijuk volt, gyorsan el tudták hagyni a csatateret, mások viszont gyalog jöttek ki Bull Runra, ezért lábon kellett sietve elmenekülniük. Végül senki sem veszett oda, ám a washingtoni mágnások és tisztségviselők vesszőfutása már erkölcsileg is vereséget jelentett az Unióra nézve. Az ütközet egyik gúnyneve ezért lett picnic battle (piknikcsata).
A csatában az egyik virginiai dandár addig ismeretlen ezredese, Thomas J. Jackson, mivel csapataival kőfalként állta az uniósok támadásait, a „Stonewall Jackson” (kőfal Jackson) ragadványnevet kapta. Az erőteljes konföderációs ellentámadás az uniós sereget visszavonulásra késztette. Némely rosszul kiképzett ezredek meginogtak, a lelkes fiatal katonákat pánik fogta el, s menekültek az északi főváros, Washington irányába. A déliek üldözőbe vehették volna a rendezetlenül menekülő északiakat, de nem tették, mert őket is legalább annyira megviselte a győzelem, mint az északiakat a vereség. Látta ezt Jefferson Davis, a déliek elnöke is, aki a csata helyszínére sietett, s ott tárgyalt Johnston és Beauregard parancsnokokkal. Johnston jelentése szerint a déliek 5000 puskát, 500 ezer töltényt és 28 ágyút zsákmányoltak. Az ütközet eredményeként mindkét fél belátta, hogy ez a háború hosszabb és véresebb lesz annál, mint kezdetben várták.

## Fordítás
Ez a szócikk részben vagy egészben  a   First Battle of Bull Run című angol Wikipédia-szócikk fordításán alapul.  Az eredeti cikk szerkesztőit annak laptörténete sorolja fel. Ez a jelzés csupán a megfogalmazás eredetét és a szerzői jogokat jelzi, nem szolgál a cikkben szereplő információk forrásmegjelöléseként.